# Џејсон Шварцман
Џејсон Франческо Шварцман (енгл. Jason Francesco Schwartzman; Лос Анђелес, 26. јун 1980) је амерички глумац и музичар.
Најпознатији је по учесталој сарадњи са режисером Весом Андерсоном и појавио се у његовим филмовима Рашмор, Воз за Дарџилинг, Фантастични господин Лисац, Краљевство излазећег месеца, Гранд Будапест хотел и Француска депеша. Значајне улоге такође је остварио у филмовима Ја волим Хакабис, Марија Антоанета, Смешни људи и Скот Пилгрим против света. Познат је и по главној улози у серији Досадно на смрт телевизијске мреже Ејч-Би-Оу.
Неке од песама Шварцмановог музичког пројекта Coconut Records нашле су се у његовим филмовима и серијама. Пре 2003. године био је бубњар рок бенда Phantom Planet.

## Филмографија
| Филмски пројекти      |                                             |               |                            |                              |
| Година                | Српски назив                                | Изворни назив | Улога                      | Напомене                     |
| 1998                  | Рашмор                                      |               | Макс Фишер                 |                              |
| 2002                  | Симона                                      |               | Милтон                     |                              |
| 2004                  | Ја волим Хакабис                            |               | Алберт Марковски           |                              |
| 2005                  | Продавачица                                 |               | Џереми                     |                              |
| 2005                  | Ожених се вештицом                          |               | Ричи                       |                              |
| 2006                  | Марија Антоанета                            |               | Луј XVI                    |                              |
| 2007                  | Воз за Дарџилинг                            |               | Џек Витман                 |                              |
| 2009                  | Смешни људи                                 |               | Марк Тејлор Џексон         |                              |
| 2009                  | Фантастични господин Лисац                  |               | Еш                         | глас                         |
| 2010                  | Скот Пилгрим против света                   |               | Гидион Гордон Грејвс       |                              |
| 2012                  | Краљевство излазећег месеца                 |               | рођак Бен                  |                              |
| 2013                  | Спасавање господина Банкса                  |               | Ричард М. Шерман           |                              |
| 2014                  | Гранд Будапест хотел                        |               | гдин Жан                   |                              |
| 2014                  |                                             |               | Рубен                      |                              |
| 2019                  | Клаус                                       |               | Јеспер Јохансон            | глас                         |
| 2021                  | Француска депеша                            |               | Хермес Џоунс               |                              |
| 2023                  | Спајдермен: Путовање кроз спајдер-свет      |               | Џонатан Он / Спот          | глас                         |
| 2023                  | Астероид Сити                               |               | Оги Стинбек                |                              |
| 2023                  | Игре глади: Балада о птици певачици и змији |               | Лукреције „Лаки” Фликерман |                              |
| Телевизијски пројекти |                                             |               |                            |                              |
| 2000                  | Чудаци и штребери                           |               | Хауи Гелфанд               | Епизода Carded and Discarded |
| 2009–2011             | Досадно на смрт                             |               | Џонатан Ејмс               | 24 епизоде                   |
| 2013                  | Паркови и рекреација                        |               | Денис Лерпис               | 2 епизоде                    |
| 2020                  | Фарго                                       |               | Џосто Фада                 | 10 епизода                   |